# Rundfunkjahr 1948

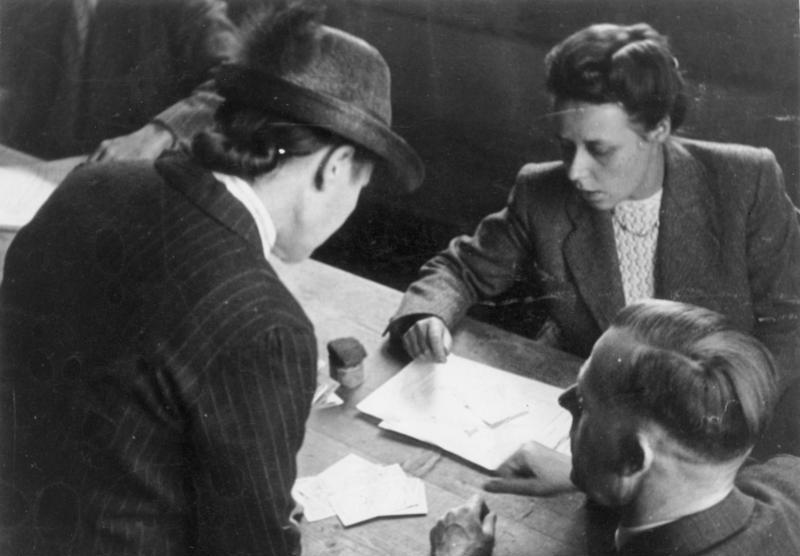
1948: Einführung der D-Mark

Liste der Rundfunkjahre

◄◄ | ◄ | 1944 | 1945 | 1946 | 1947 | Rundfunkjahr 1948 | 1949 | 1950 | 1951 | 1952 | ► | ►►

Weitere Ereignisse

## Allgemein
- 30. Januar – Gandhi wird von einem fanatischen Hindu in Neu-Delhi ermordet.
- 14. Mai – Gründung des Staates Israel, womit nach über 30 Jahren das Völkerbundsmandat für Palästina ausläuft.
- 21. Juni – Währungsreform in Deutschland: Einführung der D-Mark in der Trizone.
- 21. Juni – Im New Yorker Hotel Waldorf-Astoria stellt die Firma Columbia Records die 33⅓ rpm-Schallplatte (LP) der Öffentlichkeit vor. Der neue Tonträger kann auf zwei Seiten bis 45 Minuten Audioinformationen speichern.
- 10. Dezember – Allgemeine Erklärung der Menschenrechte durch die Vereinten Nationen.

## Hörfunk
- 15. Januar – Radio Wien beginnt mit der Ausstrahlung von Werbesendungen.
- 1. März – In Österreich eröffnet der britische Besatzungssender Sendergruppe Alpenland auf dem Gelände von Schloss Schönbrunn ein Hauptstadtstudio.
- 3. April – Aus Shreveport, Louisiana geht die Musiksendung Louisiana Hayride zum ersten Mal über den Äther. Sie macht Musiker wie Elvis Presley und Johnny Cash populär.
- 14. Mai – Mit der Gründung des Staates Israel nimmt der Hörfunksender Kol Israel (Stimme Israels) seinen Betrieb auf.
- 19. Oktober – Das Abendstudio, das avancierteste unter den deutschsprachigen Nachtprogrammen, geht bei Radio Frankfurt erstmals auf Sendung.
- 26. Dezember – Zu Ehren von John Reith, 1922–1938 erster Generaldirektor der BBC, strahlt der BBC Home Service die erste Ausgabe der jährlichen Vorlesungsreihe Reith Lectures aus. In der ersten Ausgabe spricht Bertrand Russell zum Thema „Authority and the Individual“.

## Fernsehen
- 20. März – Der italienische Dirigent Arturo Toscanini tritt im Rahmen einer CBS-Sendung zum ersten Mal im Fernsehen auf.
- 20. Juni – Die spätere Ed Sullivan Show startet auf CBS unter dem Namen Toast of the Town. Bei der Sendung, deren Mitschnitt als verloren gilt, treten Dean Martin und Jerry Lewis zum ersten Mal in ihrer Karriere im Fernsehen auf.
- 25. Juli – Das französische Fernsehen (chaîne télévision) überträgt die Ankunft der Tour de France in Paris. Kommentator dieser ersten Livesendung der französischen Fernsehgeschichte ist Jacques Sallebert.
- 29. Juli – Die BBC überträgt die Eröffnungszeremonie der Olympischen Sommerspiele in London. Während der Spiele berichtet die BBC täglich eine halbe Stunde. Dazu wird im Alexandra Palace ein temporäres Fernsehstudio eingerichtet.

## Geboren
- 22. Januar – Rudi Klausnitzer, österreichischer Theatermanager (Vereinigte Bühnen Wien), Hörfunkmoderator und 1979–1987 Ö3-Chef, wird in Piberbach (Oberösterreich) geboren.
- 29. Januar – Guido Knopp, deutscher Fernsehjournalist wird in Schwalmstadt (Hessen) geboren.
- 4. April – Towje Kleiner, deutscher Schauspieler (Der ganz normale Wahnsinn) wird in Föhrenwald geboren († 2012).
- 22. April –  Carol Drinkwater, britische Schauspielerin und Autorin wird in London geboren. Sie ist vor allem durch eine Hauptrolle in der Fernsehserie Der Doktor und das liebe Vieh bekannt geworden.
- 29. Juni – Otto Brusatti, österreichischer Musikwissenschaftler und Radiomoderator (Klassik-Treffpunkt) wird in Zell am See geboren.
- Juni – Rainer Hirsch, deutscher Fernsehjournalist und u. a. Auslandskorrespondent des ZDF in Paris wird in Wiesbaden geboren († 2009).
- 17. September – John Ritter, US-amerikanischer Schauspieler und Seriendarsteller (Herzbube mit zwei Damen) wird in Burbank (Los Angeles County) geboren († 2003).
- 19. September – Serge Adda, ehemaliger Präsident des französischen Fernsehsenders TV5 Monde wird in Tunis geboren († 2004).

## Gestorben
- 9. Februar – Karl Valentin, bayerischer Komiker, Volkssänger und Radiopersönlichkeit stirbt 65-jährig in Planegg in Oberbayern.